# 1960 Guisan
1960 Guisan је астероид главног астероидног појаса. Приближан пречник астероида је 24,55 km,
а средња удаљеност астероида од Сунца износи 2,524 астрономских јединица (АЈ).
Инклинација (нагиб) орбите у односу на раван еклиптике је 8,470 степени, а орбитални период износи 1465,501 дана (4,012 године). Ексцентрицитет орбите астероида износи 0,124.
Апсолутна магнитуда астероида износи 11,93 а геометријски албедо 0,049.
Астероид је откривен 25. октобра 1973. године.